# 을지바야링 두렝바야르
을지바야링 두렝바야르(몽골어: Өлзийбаярын Дүүрэнбаяр, 1994년 1월 31일~)는 몽골의 유도 선수이다. 2020년 하계 올림픽에 참가하였고, 2018년 세계 선수권 대회에서 동메달을 획득했다.